# Кордрі-Світвотер-Лейкс (Індіана)
Кордрі-Світвотер-Лейкс (англ. Cordry Sweetwater Lakes) — переписна місцевість (CDP) в США, в окрузі Браун штату Індіана. Населення — 1274 особи (2020).

## Географія
Кордрі-Світвотер-Лейкс розташоване за координатами 39°18′25″ пн. ш. 86°7′26″ зх. д. / 39.30694° пн. ш. 86.12389° зх. д. (39.306930, -86.123805).  За даними Бюро перепису населення США в 2010 році переписна місцевість мала площу 8,80 км², з яких 7,13 км² — суходіл та 1,67 км² — водойми.

## Демографія
Згідно з переписом 2010 року, у переписній місцевості мешкало 1128 осіб у 494 домогосподарствах у складі 358 родин. Густота населення становила 128 осіб/км².  Було 1259 помешкань (143/км²).
Расовий склад населення:
| - 98,5 % — білих - 0,3 % — корінних американців - 0,3 % — чорних або афроамериканців - 0,2 % — азіатів |

До двох чи більше рас належало 0,5 %. Частка іспаномовних становила 0,5 % від усіх жителів.
За віковим діапазоном населення розподілялося таким чином: 16,0 % — особи молодші 18 років, 64,1 % — особи у віці 18—64 років, 19,9 % — особи у віці 65 років та старші. Медіана віку мешканця становила 50,8 року. На 100 осіб жіночої статі у переписній місцевості припадало 100,0 чоловіків;  на 100 жінок у віці від 18 років та старших — 101,3 чоловіків також старших 18 років.
Середній дохід на одне домашнє господарство  становив 88 343 долари США (медіана — 52 128), а середній дохід на одну сім'ю — 114 856 доларів (медіана — 61 897). Медіана доходів становила 61 250 доларів для чоловіків та 31 429 доларів для жінок. За межею бідності перебувало 6,2 % осіб, у тому числі 0,0 % дітей у віці до 18 років та 0,0 % осіб у віці 65 років та старших.
Цивільне працевлаштоване населення становило 451 осіб. Основні галузі зайнятості: виробництво — 18,2 %, будівництво — 12,0 %, фінанси, страхування та нерухомість — 11,1 %, освіта, охорона здоров'я та соціальна допомога — 11,1 %.